# Büyükmahal, Yozgat
Büyükmahal là một xã thuộc thành phố Yozgat, tỉnh Yozgat, Thổ Nhĩ Kỳ. Dân số thời điểm năm 2010 là 241 người.